# Американо-гренадские отношения
Американо-гренадские отношения — двусторонние дипломатические отношения между Соединёнными Штатами Америки (США) и Гренадой. 

## История
В 1979 году оппозиция в Гренаде устроила государственный переворот и установила народно-революционное правительство. В 1983 году борьба за власть внутри правящей партии привела к аресту и казни премьер-министра и нескольких членов его кабинета, а также к убийству десятков его сторонников силами народно-революционной армии. В октябре 1983 года американские войска высадились на Гренаде с целью защиты американских граждан и восстановления стабильности в стране по просьбе Организации американских государств. Операция завершилась победой войск США. Целью операции была ликвидация последствий произошедшего ранее вооруженного переворота, в результате которого свергнуто правительство страны и казнен руководитель правительства Морис Бишоп.
С 1983 года Гренада придерживается демократических ценностей и поддерживает дружеские отношения с США. Страны сотрудничают в рамках борьбы с распространением ВИЧ и СПИДа, а также в сфере энергетики и по вопросам изменения климата Северной и Южной Америки. Страны тесно сотрудничают в борьбе с контрабандой наркотиков, а также подписали договор об экстрадиции.
Посол США в Гренаде находится в городе Бриджтаун, Барбадос. 

## Торговля
Соединённые Штаты по-прежнему являются одним из крупнейших торговых партнёров Гренады. Гренада является одним из ведущих бенефициаров американской программы  U.S. Caribbean Basin Initiative , которая направлена на содействие экономическому развитию, а также диверсификации экспорта стран Карибского бассейна путём предоставления странам-бенефициарам беспошлинного доступа на рынок США для большинства товаров.